# 劍神的繼承者
《劍神的繼承者》是鏡遊撰寫，MIKEOU繪製封面與插畫的一部日本輕小說。由Media Factory作為MF文庫J出版，由梁恩嘉中文翻譯版由尖端出版代理。目前日本已推出至第十二卷。
2013年6月27日，由神樂武志改編漫畫，於《月刊Comic Alive》（Media Factory）2013年7月號刊載預告篇、2013年8月號開始連載，2014年7月號結束。改編自原作小說第一卷。
2013年8月27日MF文庫J宣布由南條愛乃歌唱的印象曲製作，並於2013年10月25日在特設網頁釋出。2013年12月21日發售廣播劇CD。

## 登場人物
聲：廣播劇CD版聲優

### 劍術學院
庫羅　本名：葛城九郎
本作品的男主角，為劍聖冰華的徒弟之一，擁有劍聖的繼承印，身為人類卻有卓越的劍技（古流），住在「東京蘇迪亞」的人類少年，為全世界極少數能以劍術打敗女性「蘇迪人」的人類男性；平時具有劍姬的實力，難以使出的隱藏實力則足以殺死七劍。「劍術學院」的一年級男學生；很好色，非常喜歡性騷擾，甚至經常亂摸賽菲及琳奈。
愛劍為日本刀前任「劍將」瑪娜卡的愛劍，也是遺物（舞姬）、「大劍聖」姬倫謝德研磨的愛劍，也是遺物。以姬倫謝德的綽號來命名（倫謝），必殺技為「九天聖斬」、「花散亂擊」、「朧三日月」、「天浮船」、「藤裡刃」、「破月」、「無想」、「光身」、「瞬絕之法」。額頭有著與冰華戰鬥的傷痕，覺醒時就會發痛。在斬殺瑪娜卡後繼承了雙薄刀「舞姬」中的其中一把，並且從牙之道中開始使用二刀流。
與冰華、拉修在山上修煉七年，因為不是蘇迪所以不是磨練我流，而是專心一致的向冰華學習「古流」。在修煉到足以看見「古流極意」的雛型時被冰華逼著對戰，最後奇蹟般的以未掌握的「無想」雛型戰勝冰華，但是自己卻失去對戰的記憶。
第一卷中被瑪娜卡尋仇，在拉修的幫助下以「九天聖斬」免強將瑪娜卡擊退。
第二卷中與「死劍使者」琳奈對戰，被逼上絕境後額頭上的傷口發作，進入暴走狀態，再把琳奈逼上絕境後本來要與其進行兩敗俱傷的互擊，但是因為日奈子插手將琳奈的術法封印並且以強吻停止克羅的暴走，最後讓琳奈撤離。
第三卷中為了救出被條抓走得日奈子而與拉修、伊修特兩人突擊太陽教的本部，與拉修聯手成功把條的「影神」左手斬下，最後戰鬥結束卻因為身受重傷而被突然出現的琳奈強行綁走。
第四卷中被琳奈綁走帶到烈火族的居留地，雖然因為莉賽的治療傷口痊癒但是卻被「死劍使者」蘇莎拉盯上，雖然一度逃離卻又被蘇莎拉一路追趕。最後拼死與蘇莎拉決戰時，因為琳奈為了救克羅而被蘇莎拉打成重傷，而進入暴走狀態，但是卻只能免強與其交手。在「死劍使者」強大的再生力下不斷被逼上絕路時受到日奈子的幫忙，因為蘇莎拉的術法與再生被封印而又有了機會。
第五卷中與蘇莎拉死鬥中被「劍帝」雅米拉兒亂入，變成三方混戰，最後因為一旁的冰華以術法中途打岔而以未分勝負告終。後在希爾菲的要求下接受暗殺蘇莎拉的任務，因為蘇莎拉突擊劍術學院而再次與蘇莎拉進行戰鬥，在被蘇莎拉逼入死境後因為賽菲的「扉之巫女」的力量覺醒而得救，並且因為日奈子將蘇莎拉的光封印而逼的蘇莎拉只能撤退告終。最後和剛與「劍帝」戰鬥過得瑪娜卡對決，面對其最終奧義「終舞姬」，奇蹟般的成功再現了「無想」的雛型而獲勝。
第六卷中因為賽菲的提議而在希爾菲的命令下和拉修、日奈子、伊修特、琳奈一起前往「劍仙眾」的領地內渡假，在與「大劍聖」的交談中得知了上任太陽少女的故鄉而與日奈子一同前往，在該地與明里、白雪再次相會後又與蹺家的賽菲與作為護衛的「劍王」相見，最後決定將病倒的明里交給「劍王」的自由劍士團專屬醫院去治療，但是在移動中卻被拉修找上對戰，最後兩人被「大劍聖」制止。
第七卷中被「大劍聖」認可升格成「劍姬」並且與伊修特兩人一起進入牙之道修煉，再與瑪娜卡的幻影對戰時成功以明確的自我意識使出「無想」，在與冰華的幻影戰鬥時開始用日本刀與舞姬的二刀流。之後追上前去與太陽教教祖見面的日奈子與賽菲，並且與再次接上「影神」手臂的條對戰，以「無想」輕易的戰勝條。
第八卷中利用發信器找到蘇沙拉，但是卻被遭到「戴納斯特」改造後的「劍帝」襲擊，最後因為「劍帝」的調整善未完成而撤離。在「劍華祭」中為了追上追敢「八岐大蛇」的賽菲而與維妮亞一起行動，卻遭遇調整完成的「劍帝」，而克羅最後以「無想」狀態發動「九天聖斬」攻破劍帝的「四閃十字斬」取勝。最後與覺醒為女王的莉賽貝爾相遇，卻又遭到希露菲派遣的轟炸部隊攻擊，被維妮亞與日奈子救出後逃離。
第十卷以觀看「烈火族的女王」莉賽貝爾與「大劍聖」姬倫謝德決鬥的庫羅為「瞬絕之法」的雛型，已經使用「無想」及「光身」庫羅與「天劍」蘇夏及「龍劍」莉德一戰中無意識使用「瞬絕之法」，並不能隨心所欲使用「瞬絕之法」
- 九天聖斬：在冰華的鍛鍊之下習得的融入蘇迪人劍技的古流奧義。是一種以光身的光展現出將對手斬殺的軌跡後在以古流斬入的絕技。
- 花散亂擊：古流劍技。一種為了撥開複數敵人的斬擊而研發的劍技。在一瞬間放出無數阻擋他人劍的劍技。
- 朦三日月：古流劍技，一種利用古流無法預測的特性來使用假動作的劍技。先放出普通攻擊麻痺對方，後在以第二劍古流的斬擊斬向對方。
- 天浮船：古流劍技。一種用突刺來擊飛對手武器的劍技。預測對手的握劍方式、力量使用、劍的長短後判斷對方武器的重心點後在以精準的突刺將其平衡完全破壞的劍技，在古流中也是屬於相當高難度要求精密動作技巧的劍技。
- 藤裡刃：古流劍技。一種在對方接下劍時，為了避免雙方使用鬥力，以借力使力的方式，並向對方施加追擊的劍技。
- 破月：古流劍技。一種攻擊對方要害的劍技。利用對方的衝刺的力道將劍柄擊打對方要害的劍技。
- 無想：古流的極意，與其說是劍技不如說是一種狀態，因此克羅善未能夠運用自如。位於古流前方的無想，在意識中之劍與自己都消失化成「無」的劍，只會自行迎擊對手。無論是防禦對手的攻擊還是斬殺對手，所有的動作都與自己的意志無關，只由「劍」帶領自己行動，行動時自己就像似在做夢一樣縹緲，即便能思考也無法操縱身體。只要對手愈強殺氣越強，庫羅也愈來愈敏銳。

賽菲（聲：南條愛乃）
本作品的女主角，與人類不同的異種族「蘇迪人」的少女，蘇迪人最高層四將家族的千金，地位與公主相同，不過料理技術一流。金髮巨乳的可愛美少女，「劍術學院」的一年級女學生，庫羅的青梅竹馬，並直接叫庫羅為「羅」，不討厭庫羅的習慣性性騷擾、常常會隨他摸，有時會被旁人吐槽實際上很享受；愛劍為巨劍「星崩」，必殺技為「裂空刃」「星爆擊碎流」，亦有強大但很難使出的隱藏實力。
身上流有扉之巫女的血統，在第五卷的時候因為庫羅受重傷，與日奈子同時覺醒體內的力量。在與日奈子的力量結合後，光的顏色從白色變成白金色，力量強大到足以完全制服蘇沙拉，甚至被「八岐大蛇」稱為是最強的蘇迪。
- 裂空刃：只有擁有「扉之巫女」血統的賽菲才能使用的絕技。以跨越空間的方式將劍的劍刃轉移到對手的面前攻擊。
- 星爆擊碎流：從「天劍」蘇夏身上習得突刺的技巧後加以演變而來。在突刺的時候加上旋轉，由於星崩本身的體積大、重量重，因此使用這招可以有效的將眼前的障礙擊毀，但同時對手臂的負擔也很大。

拉修
蘇迪人的少年，「劍術學院」的一年級男學生，也是四將家族的繼承人，庫羅的好友，經常擔任吐槽角色。和庫羅一樣為劍聖冰華的徒弟之一，擁有劍聖的繼承印，綜合實力與平時的庫羅不分上下。傳聞中強大的男性蘇迪人的劍具有魔性，因此被視為魔物，他也不忌諱在對真正的敵人戰鬥時使用卑劣的手段，愛劍為長劍「獸斬」，必殺技為「斬流」。
與克羅兩人如同表裡一般互相對應，明明習劍方式完全是以蘇迪人的方式進行（即為不斷的與師父切磋鑽研我流的劍技），但是實力卻與專注學習「劍聖」劍技的克羅完全平等，幾乎可以說是奇蹟般的不分軒輊，不論自己如何修煉就是無法超越克羅，相同的無論克羅度過什麼樣的修羅場古流如何精進，自己就是能與他對等交手。因此最大的目標就是超越克羅，根本不在乎「劍聖」的名號，只想讓克羅找回足以斬殺冰華的實力後並且將其超越而已。
第六卷出現後，與庫羅一戰並說明與被封印禁止使用光的蘇莎拉修行互砍了一個月，「斬流」的雛型就此茁壯。
第九卷並說明被封印禁止使用光的蘇莎拉修行互砍了一個月後，「大劍聖」姬倫謝德提點拉修，與八歧大蛇一戰中拉修領悟出「斬流」，最後被現身的冰華指任繼承「劍聖」之名。
第十卷被師傅「劍聖」冰華指點「斬流」還不可以獨當一面對抗庫羅，需要靠斬殺庫羅才能把習得「斬流」的極致。
- 斬流：斬氣的極意，與其說是劍技不如說化身為斬氣。窮究斬氣後方的斬流，在意識中之斬與自身化成「流」的劍，被斬殺的對象不只有不自覺在等待被砍且無法行動，且被斬殺的對象還會動作因此變很遲鈍。只由「流」帶領自己就像毫無動作般的無影。

伊修特
蘇迪人與人類的混血兒少女，過世的母親是蘇迪人，父親是人類醫師。是擁有淺綠色長髮的美少女，「劍術學院」的學生會長的三年級女學生，拥有劍姬的資格。愛劍為像槍的圓錐狀劍「雷狼牙」，其劍在內部還有一把如同針一般的的突刺劍，必殺技為「雷穿」及其發展技「雷穿·連光閃」「雷穿·六連閃」「雷穿·天衝閃」。一般蘇迪青春期少女只會喜歡擁有強大的劍術的對象（大多為蘇迪女性），但她也會喜歡柔弱的人類少女。稱庫羅為少年。她很介意自己較小的胸部，庫羅跟琳奈卻常不知死活的調侃她。
小說第八卷時得到劍將的繼承印，並且在第九卷中正式繼承「劍將」的名號。
在牙之道中見到克羅的「無想」後開始出現戀劍傾向。
- 雷穿：突刺技。因愛劍是極端強化突刺的型態，因此而發展出一系列的突刺強化技能。
  - 連光閃：捨棄愛劍外殼後以極輕量化的突刺劍才能使用，在一瞬間釋放三十六段突刺，讓突刺並非以點而是以面做為攻擊，但是也因此對身體造成極大負擔，在一次的戰鬥中原則上是只能使用一次的最後絕招。
  - 六連閃：在通過牙之道大幅成長後才得以使用的絕技。能在未捨棄愛劍外殼的狀態下使出瞬間的六連突刺技。
  - 天衝閃：在牙之道中修煉時領悟的絕技。沖入敵人的懷中從死角擊出由下而上的突刺。

維妮亞
第七卷末時，從蘇迪亞穿越空之扉（日奈子因意外發動）而來的少女。是現代蘇迪亞世界裡面的劍聖，為了向劍聖冰華學習其劍術而來；但因現階段劍聖冰華失蹤，所以成為庫羅的弟子（原因是因為庫羅曾經見過冰華的劍術，所以改向庫羅學習）；愛劍為巨鐮形狀的「迪斯西斯」（在蘇迪語中有著招來死亡的意思）。

### 太陽教
櫻井日奈子（聲：內田彩）
本作品的二號女主角，人類的少女，宗教團體「太陽教」教祖的女兒，16歲，較為缺乏表情的巨乳美少女。不懂劍術，但是有不可思議的能力，被稱為「太陽少女」。作為庫羅的（名義上的）女僕與他同住，但除了跟賽菲學會的炒飯外、完全不懂家務事，經常擔任吐槽的角色，最信任庫羅與賽菲。庫羅在一開始沒有對她伸出魔爪，讓她不太高興。性格天然呆，幾乎在每卷都會有被拐的橋段出現。
能釋放出與蘇迪的光類似的金色光，其力量可以封印烈火族的術法、蘇迪體內的光，甚至靜止死劍使者的超高速癒合再生能力，還可以與扉之巫女合作開啟空之扉，也具有強制將蘇迪人遣返的能力。不過使用力量會有代價，前代的太陽少女，為了強制遣返影神，使用出極大力量而粉身碎骨。
第六卷的時候從大劍聖那裏獲得過去的太陽少女所使用的弓，不須箭矢便可射擊。
第七卷末時過去的太陽少女所使用的弓，不須箭矢便可開啟空之扉，也無須練習感覺天生就已習得射箭的技巧。
木戶明
人類的少女，太陽教的修女。與庫羅年幼時便認識、當時也被庫羅性騷擾。父親「木戶祐司」是太陽教的幹部，是教祖的側近。伊修特很喜歡她。
幹原條一郎
太陽教的戰鬥員，原來是日本自衛軍軍人，而且是人稱最強的「空降突擊隊員」的成員，在人類中已經可以算是最強級別的戰鬥員。綽號是「條」。是個蘿莉控、厭惡巨乳。
參與過八年前的動亂，遭遇了當時被派去鎮壓的「劍聖」，夥伴都被斬殺後只有自己僅被斬斷左臂而活了下來，之後被「戴納斯特」移植「影神」的手臂繼續作為太陽教的戰鬥部隊隊長。
於第三卷中與庫羅、拉修交手，被兩人聯手將被移植的「影神」手臂斬下後被警察逮捕。
白雪（Snow White）
與條一起行動的身材短小的少女，是「戴納斯特」所開發的改造人，身體大部分都是機器組織。
現階段處於學習中，為了能夠自如的運用改造身體需要更多的戰鬥經驗，但是即使是現在也擁有強大的戰鬥能力，能與伊修特戰成勢均力敵的局勢。
由於進行改造而被投入大量的藥物，因此有記憶障礙的問題。
在條被逮捕後與明里一起行動，會聽從明里的命令同時也照顧的明里的起居。
櫻井美月
日奈子的姊姊，17歲。為了達成太陽教的理想，能犧牲父母及妹妹。

### 七劍
雅米拉兒
被稱為「劍帝」，是「七劍」之一，實力於七人的最強劍士「七劍」的次位，27歲。愛劍是四劍「霸劍帝刃」，有著能將光集中後凝聚成實體雙手的技能。必殺技為「四閃十字斬」。性格非常傲慢，除了自己，目中無人。一眼就能看穿在場所有人的異常性，戰鬥的暖身運動「二刀流」，依序漸進使出全力是「四刀流」。
第四卷當中因探尋「劍聖」冰華的下落而找上劍聖繼承人的拉修與庫羅，想與「劍聖」冰華決一勝負爭奪最強劍士「七劍」的首位。因誤闖學院與「絕劍」休娜克而交手，結果最後類似無意認真化解這次戰鬥。之後與瑪娜卡的戰鬥因「死劍使者」蘇莎拉亂入使的雙方停戰，在被蘇莎拉斬下右手後一度敗退。
第五卷中在失去右手的狀況下進入暴走狀態，不但亂入了蘇莎拉與庫羅的死鬥，而且實力還激增到足以和兩人互相廝殺的地步，之後被一旁觀戰的冰華打斷而中止戰鬥。之後又追著蘇莎拉來到劍術學院，與瑪娜卡再次相遇並且與之交戰，而瑪娜卡在最後決勝負時捨棄二刀流，從中領悟出一刀流的必殺技「終舞姬」，最後「四閃十字斬」被破解而由瑪娜卡勝出，而「劍帝」雅米拉兒受到致命傷後失蹤生死不明。
被瑪娜卡擊敗後被「戴納斯特」回收，並且進行改造，被值入「影神」的基因，而且原本被蘇沙拉斬斷的右手也被以原本右手的細胞組織、影神的細胞、機械組織重造，而且還將一把「霸劍帝刃」嵌入其中。第八卷中與克羅決鬥，最後「四閃十字斬」被「無想」的「九天聖斬」破解，最後敗北。最後遭遇覺醒為女王的莉賽貝爾，並且死於其劍下。
- 四閃十字斬：以雙手以及用光所集結的擬似雙臂一起揮舞的四刀流奧義。同時以迴旋的方式轉動四把劍透過光形成引力，將對方吸入後予以斬殺的攻防一體的奧義。

休娜克
被稱為「絕劍」，是「七劍」之一，愛劍是十指「鋼絲劍」。很喜歡金錢，有錢能使鬼推磨因被希爾菲雇用，最後好像都把薪水花在精緻美食身上。目不能視，卻能把「鋼絲劍」練到如此的境界高手。
第二卷個人的立場與擔心庫羅闖入學院的「劍將」瑪娜卡而交手但無意認真迴避戰鬥，結果最後勝負未分。
第三卷個人的立場與想保護企圖逃走的明里的庫羅戰鬥，戰鬥放水。
第四卷當中因「劍帝」雅米拉兒強行闖入學院而與之交手，結果最後類似無意認真化解這次戰鬥。
第五卷中與「劍王」吉尼爾以及旗下的自由劍士團的一個大隊一同前往討伐死劍使，結果遭遇瑪娜卡而與之交戰。最後瑪娜卡成功逃離，而且因戰況過於混亂而就此收手，與希爾菲之間的契約也因此中止而進入休假狀態，之後用賺得的金錢與違約金進行美食之旅。
吉尼爾
被稱為「劍王」，是「七劍」之一，23歲，有替別人取親密的小名的嗜好。愛劍是大斧「彗星瀑布」。
是「自由劍士團」的團長，與冰華是老友，因此從小就認識克羅與拉修。相當喜歡克羅，在冰華失蹤後曾經邀請克羅加入「自由劍士團」，即便克羅選擇加入塞巴茲部隊也隨時接受他的跳槽。
「七劍」中力氣最大的一人，能輕易的接下從高空墜落的重量接近十噸的直昇機，還曾經在自由劍士團的公開表演中表演過擋下行駛中的火車。
蘇夏
被稱為「天劍」，是「七劍」之一，18歲，喜歡年紀小而且是巨乳派，因此非常喜歡賽菲，是繼克羅後第二個會對賽菲性騷擾的人。愛劍是「閃影絕晶刀」，材質是蘇迪亞的稀有金屬，有著「外表乍看似透明的玻璃，卻能斬斷一切的鐵」的特性。與伊修特是朋友，跟伊修特一向擅長突刺。
是劍術聖堂的師範，天生因體質關係而不適應地球的環境，肺部無法吸入空氣，因此只能將天生的強大的光集中在肺部與氣管強化呼吸機能來維持生命，但是也只是暫時的措施，已經即將面臨極限。在醫學上已經無藥可救，唯一的辦法就是回到蘇迪亞。
因為平時都將光用作維持肺部的關係，所以無法感應到身上的光。為了活著繼續磨練劍技而渴望回到蘇迪亞，為此將會全力支援賽菲，成為賽菲能夠指使的強大戰力。但是與賽菲的意志無關，如果有人想阻止空之扉開啟，即便是克羅也會以全力將其斬殺。
莉德
被稱為「龍劍」，是「七劍」之一，17歲，是個尼特族的家裡蹲，二年都足不出戶。繼承了龍之一族的龍之因子世襲制的「龍劍」，擁有著優越的再生能力。愛劍是「龍之牙」，材質是龍之一族的右臂連結「有著劍與繼承龍之因子的骨頭結合」，與「影神從自身抽出的劍同樣材質」的特性，且有「龍之骨」之稱。
第九卷與庫羅交手，結果最後勝負未分。
姬倫謝德
人稱「大劍聖」，亦即前任「劍聖」，年齡約90歲，暱稱露西埃，冰華的師傅。參與過七十年前的大戰與肅清烈火族的肅清戰，因實力太過超常而在「劍聖」的位置上留任長達60年的傳說中的劍士。
因為在位期太長而閒的去學習磨劍的技術，結果也意外的成為一個技藝高超的磨劍師。住在長野縣裡的「第二蘇迪亞」。退任後的七劍們的集團「劍仙眾」之長。光雖然隨著年紀大幅減少，但劍技的進化卻讓她的整體實力變強。
十五年前與冰華、葛城義友、永久四人一同創造了「古流」，因此雖然身為蘇迪人卻能模仿出一定水準的古流劍術。將永久當成了自己的女兒，因此也將克羅視為自己的孫兒。
過去與莉賽貝爾不但是戰友更是老友，但是在烈火族的肅清戰中接受了蘇迪政府的命令而與莉賽貝爾進行決戰，雖然自知單論實力自己不敵莉賽貝爾，但是也深知莉賽貝爾的最大弱點──傲慢。最後成功反擊了莉賽貝爾，兩人雙雙身受重傷倒下，最後莉賽貝爾還落入河中失去音訊。
第九卷與「烈火族的女王」莉賽貝爾再次決鬥，而最後落敗死亡。

### 烈火族
冰華
庫羅和拉修的師傅，蘇迪人的女性，十年前登上「劍聖」之位，是「七劍」之一，實力位於七人的最強劍士「七劍」的「首位」。愛劍是「久遠彼方」，雖然酷似日本刀但卻是用蘇迪亞的特殊金屬打造而成，而且是歷代「劍聖」在繼承名號時一同傳承的名劍。
為烈火族，擁有將光集中後以光束砲的方式擊出的術法，雖然因為單調而基本在對戰上沒什麼用途，不過卻擁有連蘇莎拉都不及的強大威力。本來是瑪娜卡一樣，接受了抹殺「七劍」的任務，但是卻對任務毫無興趣。作為一個劍士已經趨近於完美，甚至已經觸及「劍神」的寶座，本身也以「劍神」為目標，而一年前為了抵達目標而逼庫羅與她決鬥，受到致命傷後落敗而失蹤，令庫羅留下心理創傷。
從「大劍聖」繼承了號與實力，雖然目標更在「劍聖」之上，但是因為敬愛師父而想要將劍聖的名號指任給庫羅與拉修兩人中的其中之一，但是直到失蹤前都未能決定繼承者。在第九卷中現身並且指任拉修為繼承者。
曾經為了抵達「劍神」的領域還曾經學習人類的劍術，並且與姬倫謝德、義友、永久一起開發「古流」。與永久是朋友，一心想在古流完成後與永久決鬥，但是因為永久的病逝而未能如願。
朝向「劍神」的境界而又不想將瑪娜卡捲入，再與克羅決鬥後選擇隱藏行蹤，此後為了抵達目標而暗自行動。
瑪娜卡
劍聖冰華的親妹妹，是「七劍」之一的「劍將」，24歲。愛劍是極度輕量化的薄雙劍「舞姬」，必殺技為「亂舞姬」、「終舞姬」，是「七劍」中速度最快的一名，而最後領悟到的最終奧義「終舞姬」被冰華評論為是「劍神」的一擊。
為烈火族，與冰華一起接受了抹殺「七劍」的任務，為了解「七劍」而成為前劍將的徒弟，最後還繼承「劍將」之名，但是因為參與了反叛行動而被剝奪「劍將」的資格。
戀著冰華的劍，因此非常執著於斬了冰華的庫羅。雖然想報仇但是卻又因為將庫羅視作家人而迷惘，而同時又因為戀著冰華的劍的關係，對於習得冰華劍術的庫羅又抱持著特殊而又模糊情感，因此始終無法判定自己對於庫羅的感情。
第一卷當中為了殺死斬了冰華的庫羅而與之戰鬥，但是因為被拉修偷襲而受傷，而最後被庫羅以「九天聖斬」擊敗後脫離。
第二卷當中因擔心庫羅而潛入劍之學院，遇上被希爾菲雇傭為護衛的「絕劍」休娜克，但是兩人並未認真動手交戰，互探虛實後便從學院撤離。
第四卷開始執行最初的任務「抹殺七劍」。再與「劍帝」雅米拉兒交手時，以奧義「亂舞姬」斬傷「劍帝」雅米拉兒，但在兩人即將以各自奧義決勝負時卻因為「死劍使者」蘇莎拉亂入讓雙方停戰，而且為了保護庫羅而攻擊蘇莎拉，卻反遭蘇莎拉擊敗。
第五卷在被蘇沙拉擊敗後又被「絕劍」與「劍王」以及自由劍士團的一個大隊圍捕，因為場面太過混亂而在亂鬥之中成功逃脫。而後來到劍術學院旁觀庫羅與蘇莎拉第三次激戰時與「劍帝」雅米拉兒再次相遇並且交戰，在兩人奧義對決的時候因為克羅被蘇莎拉斬傷而分神受到重傷。在最後一擊時捨棄了二刀流，以一刀流領悟出的最終奧義「終舞姬」成功破解「劍帝」的四閃十字斬而勝出。之後下定決心，放棄了復仇的想法而與庫羅決鬥，為了向庫羅展現自身的一切而以「終舞姬」襲向克羅，被庫羅奇蹟般再現了的「無想」雛型所反擊，以庫羅的第二名師父的身份在克羅頭上留下另外一道傷痕後死去。死後被冰華帶走葬在過去克羅修行的山上。
- 亂舞姬：以實續實斷的高速移動產身七分身同時斬向目標的神速斬擊。
- 終舞姬：捨棄二刀流後用一刀流以最高速進行突擊，其速度之快不論本尊還是分身都會在面前消失。

妮娜
蘇迪人的少女，「劍術學院」的一年級女學生，賽菲的朋友，戴眼鏡。實際上是烈火族，實力高強而在學院中隱藏了實力。
於第二卷中與賽菲戰鬥，原本已經快要戰勝卻被賽菲無意間使出的「裂空刃」斬殺，成為賽菲第一個斬殺的人。
琳奈
烈火族的少女，同時也是「死劍使者」，學劍僅一年的新手，因此劍術仍未成熟，但是憑藉著「死劍使者」天身的優越身體能力與強大的光，即便與「七劍」對戰也絕不遜色。具有預知未來的能力，因此在烈火族中基本上是能自由行動，最不受他人命令限制行動的人。愛劍是頭尾各自有組裝式劍刃的「銀翼」，必殺技為「銀翼風神旋」。喜歡庫羅、亦為庫羅的性騷擾對象。具有僕娘屬性，後來在劍術學院擔任女僕。
- 銀翼風神旋：將銀翼大幅度的進行空轉後直接揮下的招式，雖然動作很大速度也較慢，但是藉由旋轉的離心力在加上自身風的術法而產生極強的破壞力。

妮莎
烈火族的少女，擁有「劍姬」的實力。非常照顧同伴與小孩子，為此還在居留所的集會所的地下蓋了一座小型的游泳池供孩子們玩樂。
被莉賽貝爾認可，足以成為烈火族的領袖。在蘇莎拉失蹤後代替蘇莎拉成為指揮官，帶領烈火族人對蘇迪政府進行一連串的反抗行動。
蘇莎拉
烈火族的指揮官少女，同時也是「死劍使者」，成熟的實力，威力非比尋常，幾乎擁有跟「劍聖」冰華同等的實力。綽號是「莎拉」。愛劍是可以藏在手袖中的雙短劍「神鳴刃」（不過其中一把在第五卷中被覺醒的賽菲砍斷），必殺技為「神鳴爆天破」。與庫羅戰鬥幾次後，想要懷上庫羅的孩子，甚至嘗試逆推庫羅（只是她不知道要怎麼逆推）。
第五卷與庫羅第三次激戰當中，被櫻井日奈子釋放出的金色光芒，封印了烈火族的術法與再生能力，最後連光都遭到封印。被封印蘇迪體內的光這種情況下，能力只剩下就像高超劍術的普通人類，就放過危機重重的庫羅的死劫而逃跑，蹤跡不明。
- 神鳴爆天破：在「神鳴刃」周圍同時產生複數的爆炸術法，隨著鳴動的劍一同斬下，威力極為恐怖。

莉賽貝爾
擁有雙重人格的合法蘿莉，外表永遠是幼女。
其中一個人格的綽號是「莉賽」，是具有治療術法的烈火族女性、在裸身相貼時可以有效治療重傷，擁有強大體能但完全不懂劍術、醫術一流但沒有執照，她不清楚自己的年齡，也下意識的不去想她的真實身份。喜歡庫羅，庫羅也因為她的貼身治療而增加了蘿莉控的性癖。
而真實人格是烈火族的女王，實力遠在七劍之上，死劍使者等烈火族人會本能的服從她，她經歷過二次世界大戰及蘇迪人對烈火族的肅清；這個人格完全知道另一個人格的行為與想法。愛劍為「虛無紅夜」，是只有身為女王的她才能使用的武器，擁有將強大的「光」實體化劍的能力。
過去在抵達「劍神」的領域之後又因為傲慢而失去一切。在烈火族肅清戰時與「大劍聖」姬倫謝德決鬥，就因為傲慢的認為「大劍聖」不會是自己的對手而反遭對方反擊，最後兩人都身負重傷而平手告終，自己則在最後掉入河流中飄走就此失去音訊。
第九卷與「大劍聖」姬倫謝德再次決鬥，而最後殺死「大劍聖」姬倫謝德。
八歧大蛇
烈火族最強術法師。能夠不念咒語就使用術法，而且能夠使用的種類多達八種。
當代的八岐大蛇是自古以來最為特異的存在，原本作為最強術法師的同時應該也會是最弱的劍士，但是當代卻顛覆了這個傳承。作為八岐大蛇的同時，也是「死劍使者」，因此擁有著優越的身體能力與再生能力，因此遭到烈火族的長老忌諱。

### 其他
希爾菲
賽菲的姊姊，東京蘇迪亞政府元老院的議員，在謀略方面評價很好、也有狠毒冷血的一面，人稱智将拉娜菲在世。重度妹控，只有她會以為庫羅與賽菲只是好朋友。
拉娜菲
希爾菲與賽菲的曾祖母，蘇迪通過空之扉襲擊人類時的領導之一，並且在戰爭結束後策劃了烈火族的肅清戰。於故事開始的三十年前去世，人稱「智將」。
葛城義友、永久
庫羅的父母。在十五年前與冰華、姬倫謝德一起創立了古流，四人以作為學者的義友收集的資料為基礎，開始創立可以戰勝蘇迪人的劍術，並且讓作為繼承人類劍術名家的永久習得為目標。
最後永久因為生產庫羅後而身體虛弱，本該好好調養身體的永久卻仍然勉強自己繼續為了開發古流而拼命，最後辭世。

## 用語
蘇迪亞
蘇迪人原本居住的世界，其中有著蘇迪人建立的四大國，但是自從70年前侵佔日本後主戰力都已經轉移到了日本。
在失去主戰力後70年，四大國已經被「影神」毀滅，現如今只剩人群集結而成的無數的小型部落勉強生存。雖然因此正確計算正確人數，不過恐怕現在蘇迪亞內的蘇迪人已經只剩數百萬人。
空之扉
在蘇迪亞稱為大地之扉，是連接地球與蘇迪亞的通道。
蘇迪人
第二次世界大戰時從空之扉大量出現，來自蘇迪亞的異世界人類，有一大部份已經移民地球，在二戰之前就已經有與地球人小規模交流的紀錄。擁有強大的力量，女性的力量更遠超過男性。
被稱為「戀劍一族」，不但喜好劍術，少女也容易迷戀劍術比自己強的人（雖然每個人都有自己的喜好，不過基本上是以女性為主，因為一般而言蘇迪人女性比男性要強），但過了青春期這種心態會漸漸淡化，所以這種習性也不至於降低繁殖效率，只是這種戀劍的感情如果過於強烈，戀上的人會渴望與目標（對象）進行戰鬥，要是在更激烈的話甚至會成為互相對砍的廝殺。
蘇迪人不喜歡偷襲、圍攻等手段，但需要時還是會使用（例如為了執行任務、阻止犯罪及戰爭時），對戰鬥造成的死亡及殺人有比人類強大的心理承受力，只要有正當的理由無論是師徒、朋友、戀人、甚至是親人都能刀刃相向。
原本只有中世紀程度文明，戰勝各國軍隊、征服日本後就樂於採納地球文明（尤指日本文明），連母語都捨棄、改用日語。對地球人採取歧視政策，但對地球人的態度相對寬鬆，對於人類的活動基本上都能接受，除非人類拿著武器攻上來，否則基本是處以放任態度；可以與人類通婚生出後代。
七劍
蘇迪人中最強的七名劍士；劍聖（冰華→拉修）、劍將（瑪娜卡→伊修特）、絕劍（休娜克）、劍帝（雅米拉兒→從缺）、劍王（吉尼爾）、天劍（蘇夏）、龍劍（莉德）。
「七劍」在蘇迪社會中並非是一個職位而是一個象徵。他們是超越身份的存在，對他們而言不管是地位或是權勢都沒有意義，即便是政府的命令他們也會不屑一顧，只有對他們自身有益的事情才有價值。
繼承印
是由七劍發給弟子的手環印記，是代表弟子得到認可擁有繼承權的認證。與七劍一樣，得到繼承印的人在蘇迪人的社會中並沒有權限，只是一個實力的證明，但是對於蘇迪人而言，這個證明卻有著無以倫比的價值。
七劍各自有各自的印記。劍聖為「劍與藤蔓」，劍將為「劍與權杖」。
四將
位於蘇迪人權力頂點的四個將軍家族。
劍士
蘇迪人在劍術獨當一面後獲得的稱號，大部分的蘇迪人都可以獲得。庫羅和拉修在第一集就有此稱號，而他們的同年級（一年級）的前五大高手，也有劍士實力。
劍姬
擁有劍士上一級實力的稱號，是數萬中取一的實力。庫羅和拉修在第六集獲得此稱號，而在劍術學院中只有三年級的學生會長伊修特擁有此稱號。
劍術學院
蘇迪人就讀的學校中，評價極高的名門高中，學員多為（女性）劍術菁英，庫羅和拉修是少見的男性菁英。庫羅是唯一的人類學員，且劍術實力在學院內也是數一數二，是校內名人，但是即使如此除了相識的拉修、賽菲、伊修特以外，基本都不會理會身為人類的他。
劍術聖堂
劍術學院的上級組織，跟除了劍術以外還會教授其他課門的學院不同，聖堂只教授劍術，並且遠比學院更加嚴苛。原則上沒有年齡限制，但是只有劍姬才有資格接受入門測試。並沒有明確的畢業時間，得到師範認可就即刻畢業，但是如果就學期間被判定才能不足的話就會立刻被捨棄。
東京蘇迪亞
蘇迪人侵占日本後，將日本首都東京加上故鄉蘇迪亞的名稱改編而成，特色是綠意盎然。
紋章管理院
負責管理短劍的單位。
短劍
為蘇迪人的識別證，相當於人類的身分證，也代表蘇迪人擁有的特權；人類可以花大錢購得。庫羅預期畢業後也將獲得。
塞巴茲部隊
庫羅和拉修所屬的治安維持部隊。
太陽教
反蘇迪人的宗教組織，有時採取恐怖主義，但蘇迪人將其視為合法組織。
光
蘇迪人體內寄宿有稱為「光」的能量，這正是蘇迪人體能遠優於人類的原因，而女性的「光」又遠比男性多，因此蘇迪人女性的戰鬥力高於絕大多數的蘇迪人男性。而人類體內也有少量「光」，冰華成功的將庫羅教導成能使用「光」，他在必要時可以暫時擁有遠超越人類極限的身體能力、不過這麼做也有危險性。
光刃
技藝高超的劍士能把自身的光傳導到劍上，藉以增加劍的耐久與鋒銳，庫羅在必要時可以使用「光」來加強身體能力，但是無法使用「光刃」。
古流
在過去的世界，偶爾會出現打贏蘇迪亞人的少許劍士，古流則是用其劍術綜合而成的劍法。是庫羅的父親與庫羅的母親、大劍聖、冰華合作研發的。當初四人是以讓庫羅的母親─永久習得為目標，但是在永久病逝後開發也自此中止，直到庫羅成為了冰華的弟子後習得古流，最後才由庫羅繼續鑽研直到「無想」的完成。
精通古流的庫羅認為蘇迪人的劍招裡面殺氣太重、因此軌跡太容易預測、攻擊也太容易卸除、而且古流又提供了難以預測的攻擊方法，因此就算速度及力量遜於蘇迪人，這可預測性還是讓庫羅可以輕易的無視速度及力量的差異，打敗蘇迪女性及對她們襲胸。蘇迪人對古流的評價是，明明很慢又很沒力的招式，卻完全不是對手。而擁有人類血統的伊修特、劍術外行但體能強大的琳奈，其劍招比較沒有蘇迪人的可預測性，正是庫羅難以應付的。除了劍術以外還有一些小技巧與空手技。例如:「流橫笛」、「殼空蟬」。
- 殼空蟬：遇判對方視線，鑽入死角後從死角發出攻擊的技巧。
- 流橫笛：利用對方的力道，將強力劍技偏離軌道的空手技。

術法
烈火族傳給其他蘇迪人的魔法，但目前在地球上的蘇迪人不能使用，只有烈火族能使用，蘇迪人在打敗全球軍隊時，獲勝關鍵包括當時能使用術法。
魔性
傳說中強大的蘇迪男性會有魔性，他們會樂於圍攻、偷襲，甚至殺害手無寸鐵的人；曾經有強大的蘇迪男性犯下大屠殺的罪行，他也沒有任何的罪惡感。
烈火族
蘇迪人之中將術法傳給其他蘇迪人的一族人。一般而言蘇迪人瞳孔有各種顏色，但唯獨沒有紅色的瞳孔，而相對的只有烈火族的瞳孔會固定的呈現紅色，不過在地球出生的第二代烈火族則可以根據自己的意志改變瞳孔的顏色，因此對於蘇迪亞政府不滿的二代烈火族人會利用這種能力來潛入蘇迪人的社會中。
戰鬥力極強又過於好戰，被視為無賴傭兵集團。在當時蘇迪戰勝戰勝各國軍隊的重要力量，不過也造成不必要的破壞及殺戮。蘇迪高層曾對其屠殺，而後予以隔離歧視，比人類更悲慘，不但不得持有劍也不得進入蘇迪人的社會中，只能在居留地過著毫無尊嚴的日子，而且居留地所能獲得的資源也極為有限，不論是食物的品質還有娛樂基本都只是維持在最低限度。
在大戰結束後還有上百萬人，但是在肅清過後的現在恐怕只剩約十萬人左右。
死劍使者
烈火族中極少數戰鬥力更驚人的菁英，體能強大、恢復力驚人，實力超過七劍，有著是連自身的死亡都要作為武器的可悲宿命。一共有三個人，若是當中有人死去也會有其他人補上，始終保持三人的人數。
過去在肅清時期曾動用「七劍」來對付死劍使者，而且是以二對一的方式進行戰鬥，然而即使如此「七劍」中也死了三人之多，是被蘇迪亞政府忌諱的存在。
影神
存在蘇迪亞的怪物，體型從小型的人體大小到大型的街道大小皆有，是蘇迪人在蘇迪亞最大的敵人，不但皮膚堅硬而且肌肉發達，一般而言要討乏一隻影神需要技藝高強的蘇迪人十多人到數十人來討乏，而「影神」在蘇迪亞語中指的是「擁有劍與利牙的怪獸」，擁有在體內生成類似劍的武器。
「影神」的祖先是『龍』，『龍』就是進化成「影神」的前身。
為了逃離影神，蘇迪亞人才會追尋新的天地。而在空之扉開啟後影神卻也跟著蘇迪人來到了地球，奇怪的事來到地球的影神對於原本是敵人的蘇迪人卻不屑一顧，反而不斷的對地球的大型兵器進行破壞，而原本就因為世界大戰而殘存不多的兵器全都遭到了影神的破壞，而這也成了蘇迪人能夠戰勝人類的原因之一。
在大戰歷經一年左右，當時的太陽少女從長眠中甦醒，看到了遭到破壞的日本後下定決心，以自己的性命作為代價將影神反還蘇迪亞，因此影神在空之扉關閉時才會全數回到蘇迪亞中。
自由劍士團
東京蘇迪亞的正規軍隊，人數保持在大約為3萬人左右，全員都是蘇迪人，而且其中也有眾多的「劍姬」，是真正的精英軍團，而團長則是「劍王」吉尼爾。
作為蘇迪正規軍隊，原則上不使用槍械，作為交通工具配有直昇機數台以及大量的車輛，並且專屬醫院等後勤設施也一概俱全。
戴納斯特
總公司設立在美國，但是卻是由俄羅斯、英國、法國、德國、日本等多國聯合經營的的巨大軍事企業，是在世界大戰時人類被蘇迪人打敗後成立，創立主旨是為了反擊蘇迪人。
劍仙眾
一群生活在長野縣某處人稱「第二蘇迪亞」的地方的人們，是一群退休的「七劍」以及極為優秀的「劍姬」所組成的組織，他們負責授予劍姬資格，以及決定善未決定繼承者就死去的「七劍」的後繼人，是在蘇迪人中擁有極大權限的一個組織，不過由於這些人都是引退之身，所以並沒有積極的行使這些權限。
牙之道
存在於蘇迪亞的修煉場所，內部修煉極為嚴酷，只有劍姬才有資格進入修煉，在內部修煉一個禮拜能抵上一般修煉的三年，不過生存機率只有三成。
在蘇迪人移居到日本後，劍仙眾在「第二蘇迪亞」重建了牙之道，但是由於劍仙眾在重建時多加了許多障礙，因此比起蘇迪亞的牙之道，日本的牙之道難度要更高，生存機率僅僅只有一成。
八歧大蛇
烈火族中最強的術法師，一般而言每人只能使用一種術法，但是八歧大蛇卻能使用八種而且威力極為強大。單以破壞力而言，更在烈火族的女王之上。
與「死劍使者」不同，並非固定出現的人數，而是隨機出現的某個存在，上代死去後沒人知道下一代什麼時候會誕生，而此人誕生之時亦會有著上代所傳承的記憶。
八歧大蛇作為「最強的術法師」同是「最弱小的劍士」，對於劍術一竅不通是他們歷代傳承的的共通點，但是即便如此卻不影響他們強大的事實。擁有不用詠唱咒文就能使用術法的力量，曾在二次世界大戰中以個人之力擊毀包含航空母艦在內的整個艦隊，還曾在歐亞戰線上橫掃了三個師團屠戮了5萬多人，只是因為這個戰果實在太過誇張，所以傳承下的故事反而縮水成「一艘航空母艦與一個師團」。

## 出版書籍

### 輕小說
| 集數 | 日文書名 | 中文書名       | Media Factory  | Media Factory          | 尖端出版       | 尖端出版                                     | 封面角色        |
| 集數 | 日文書名 | 中文書名       | 發售日期       | ISBN                   | 發售日期       | ISBN                                         | 封面角色        |
| ---- | -------- | -------------- | -------------- | ---------------------- | -------------- | -------------------------------------------- | --------------- |
| 1    |          | 劍神的繼承者01 | 2012年5月25日  | ISBN 978-4-8401-4578-7 | 2013年7月10日  | ISBN 978-957-10-5277-9                       | 賽菲            |
| 2    |          | 劍神的繼承者02 | 2012年8月24日  | ISBN 978-4-8401-4680-7 | 2013年10月4日  | EAN 471-770-22-5727-9 ISBN 978-957-10-5343-1 | 櫻井日奈子      |
| 3    |          | 劍神的繼承者03 | 2012年11月22日 | ISBN 978-4-8401-4871-9 | 2014年2月6日   | EAN 471-770-22-5894-8 ISBN 978-957-10-5461-2 | 伊修特          |
| 4    |          | 劍神的繼承者04 | 2013年3月25日  | ISBN 978-4-8401-5140-5 | 2014年5月16日  | EAN 471-770-22-6094-1 ISBN 978-957-10-5575-6 | 琳奈            |
| 5    |          | 劍神的繼承者05 | 2013年6月25日  | ISBN 978-4-8401-5229-7 | 2014年7月18日  | EAN 471-770-22-6194-8 ISBN 978-957-10-5624-1 | 瑪娜卡          |
| 6    |          | 劍神的繼承者06 | 2013年9月25日  | ISBN 978-4-8401-5414-7 | 2014年11月20日 | ISBN 978-957-10-5744-3                       | 賽菲            |
| 7    |          | 劍神的繼承者07 | 2013年12月25日 | ISBN 978-4-04-066158-2 | 2015年2月11日  | EAN 471-770-22-6522-9 ISBN 978-957-10-5838-2 | 櫻井日奈子      |
| 8    |          | 劍神的繼承者08 | 2014年3月25日  | ISBN 978-4-04-066379-1 | 2015年6月11日  | ISBN 978-957-10-6025-5                       | 維妮亞          |
| 9    |          | 劍神的繼承者09 | 2014年6月25日  | ISBN 978-4-04-066781-2 | 2015年12月17日 | ISBN 978-957-10-6275-4                       | 八首之蛇        |
| 10   |          | 劍神的繼承者10 | 2014年9月25日  | ISBN 978-4-04-066988-5 | 2016年9月14日  | ISBN 978-957-10-6847-3                       | 琳奈            |
| 11   |          | 劍神的繼承者11 | 2014年12月25日 | ISBN 978-4-04-067311-0 | 2017年3月16日  | ISBN 978-957-10-7266-1                       | 莉賽貝爾        |
| 12   |          | 劍神的繼承者12 | 2015年3月25日  | ISBN 978-4-04-067474-2 | 2018年5月10日  | ISBN 978-957-10-7652-2                       | 賽菲 櫻井日奈子 |

### 漫畫
| 集數 | Media Factory  | Media Factory                                             | 尖端出版      | 尖端出版          | 封面角色                          |
| 集數 | 初版發售日期   | ISBN                                                      | 初版發售日期  | EAN               | 封面角色                          |
| ---- | -------------- | --------------------------------------------------------- | ------------- | ----------------- | --------------------------------- |
| 1    | 2013年12月21日 | ISBN 978-4-04-066144-5（通） ISBN 978-4-04-066131-5（特） | 2014年5月2日  | EAN 4717702260552 | 賽菲（通） 賽菲、櫻井日奈子（特） |
| 2    | 2014年6月25日  | ISBN 978-4-04-066587-0                                    | 2014年11月7日 | EAN 4717702263782 | 櫻井日奈子                        |

## 印象曲
- 曲名「WiLL」
  - 歌：賽菲（南條愛乃）
  - 作詞：RUCCA（日语：溝口貴紀）
  - 作曲：黑川陽介

## 備註
1. ↑  . 2013年3月23日  [2013年9月29日]. （原始内容存档于2014年5月29日） （日语）.
2. ↑  . 2013年8月27日  [2013年9月29日]. （原始内容存档于2013年10月29日） （日语）.
3. ↑  . 2013年9月27日  [2013年9月29日]. （原始内容存档于2014年9月29日） （日语）.